# Pięć powinności
Pięć powinności (chiń. upr. 五伦; chiń. trad. 五倫; pinyin wǔlún) – podstawowe zasady konfucjańskie regulujące życie społeczne, wytyczające rządzące nim hierarchiczne zależności. Są to powinności:
- syna wobec ojca
- poddanego wobec władcy
- żony wobec męża
- młodszego brata wobec starszego
- przyjaciół wobec siebie wzajemnie